# Wanfercée-Baulet
Wanfercée-Baulet [wanfɛʀsebolɛ] ou [wɑ̃fɛʀsebolɛ] (en wallon Wanfercêye-Bålet) est une section de la commune belge de Fleurus située en Région wallonne dans la province de Hainaut. C'était une commune à part entière avant la fusion des communes de 1977.

## Évolution démographique
- Sources : INS, Rem. : 1831 jusqu'en 1970 = recensements, 1976 = nombre d'habitants au 31 décembre.

## Patrimoine et culture

### Patrimoine architectural
- Eglise Saint-Pierre, édifiée en 1853 par l'architecte J. Dumont de style néo-gothique[2]. Le clocher a été démonté en 1987 pour cause d'effondrement et remplacé par un nouveau clocher.
- Chapelle Notre-Dame des Affligés, rue de la Chapelle. Bâtie en 1778[2].
- Château de Wanfercée, rue de la Chapelle, ancien siège de la seigneurie de Wanfercée, bâtie en 1764 par Jean-François de Posson[3].
- Ferme du Fayt, rue du Fayt, ancienne possession du prieuré d'Oignies, datant du XVIIIe siècle[4].
- Ferme des Loges, rue de Velaine. Datée de 1779[5].
- Ancien château de Baulet, rue de Wanfecée-Baulet, prétendu siège de l'endroit au Temps Moderne, daté de 1709 par des ancres, le logis est agrandi au XIXe siècle[5].
- Nouveau château de Baulet, aussi appelé « château Philippe » construit vers 1780[6].
- Ferme de l'Amourette, de la fin du XVIIIe siècle[7].

### Culture

#### Folklore
Cortège carnavalesque le 2e dimanche d'octobre.

## Galerie

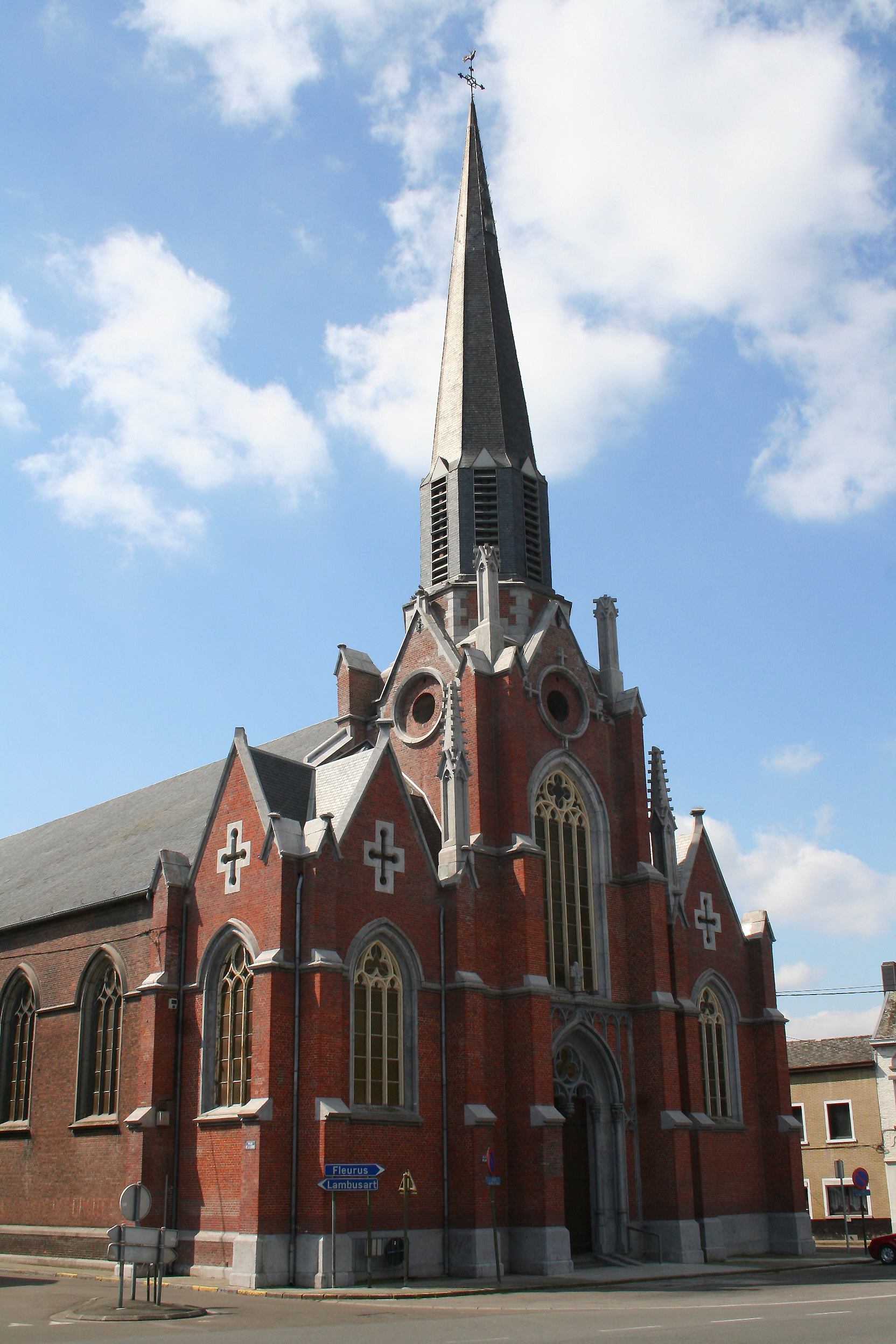
L'église Saint-Pierre (1853).
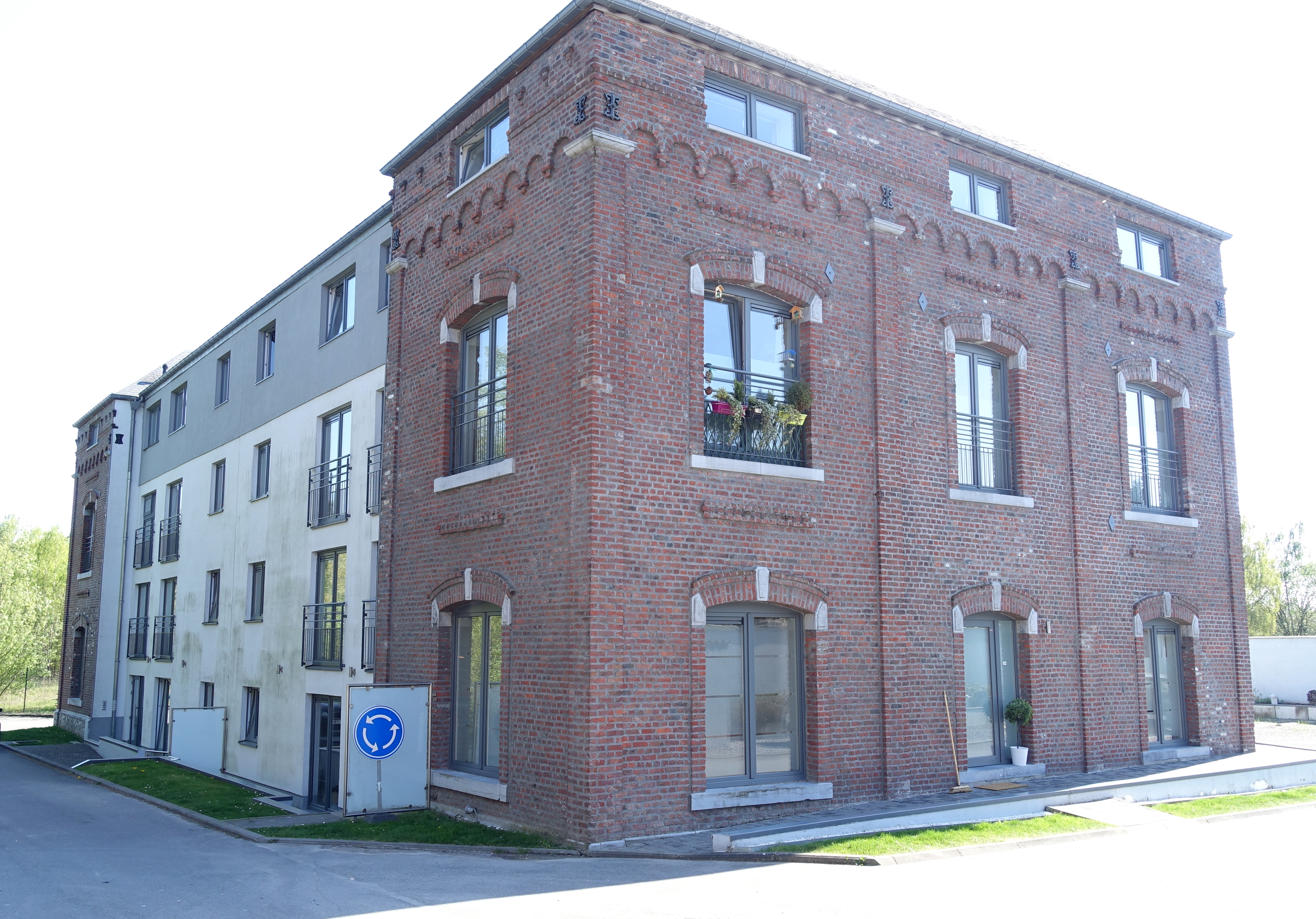
Ancien bâtiment administratif du Charbonnage Sainte-Barbe.
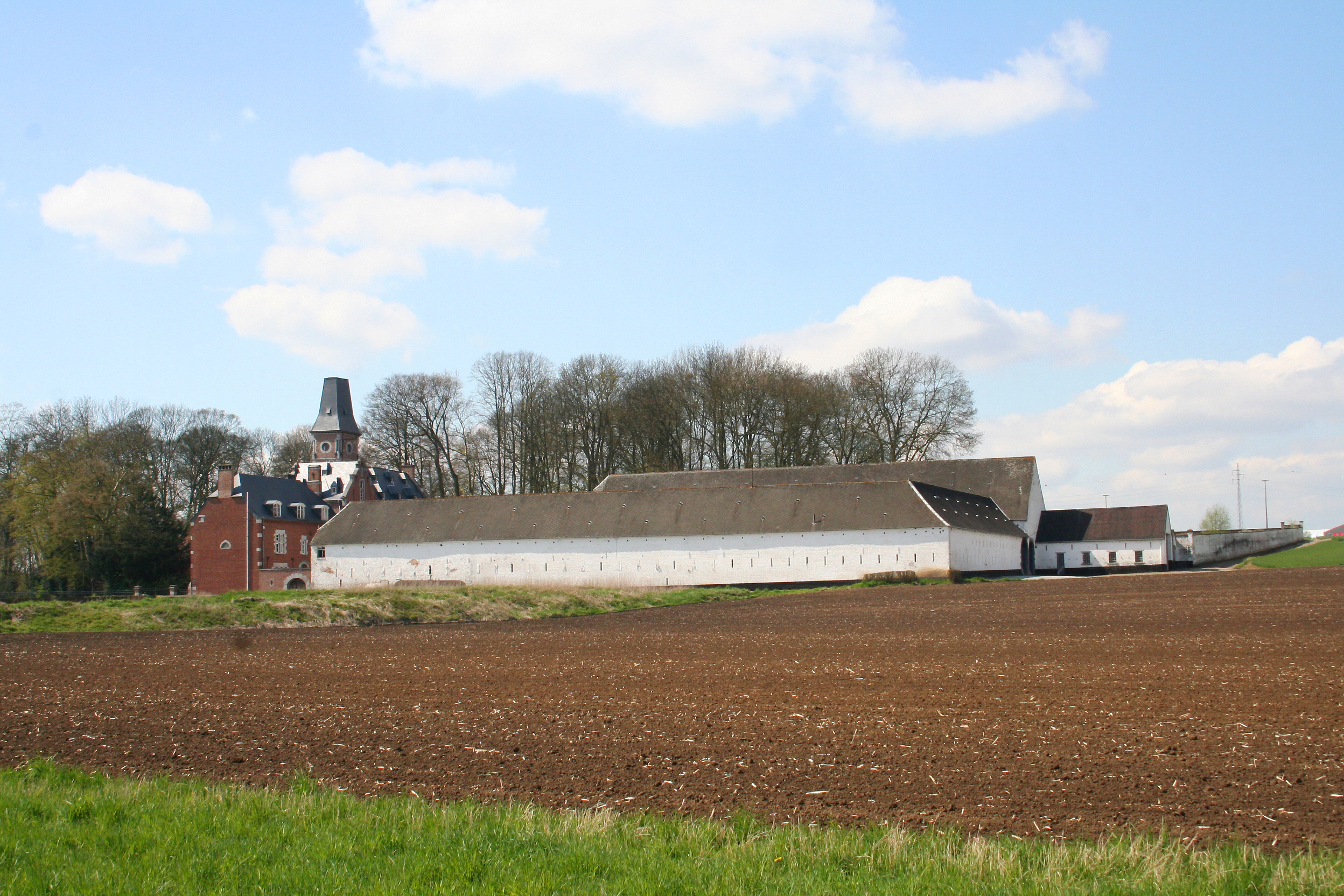
La ferme de Quirini.

## Personnalités célèbres
- Auguste Leclercq, l'un des brigands de la bande Noire qui fut guillotiné en 1862. Un cambriolage pour lequel la bande fut notamment jugée y fut perpétré le 8 novembre 1857.
- Oscar-Paul Gilbert, né à Wanfercée-Baulet en 1898 et mort à Bruxelles en 1972, journaliste, écrivain, scénariste et réalisateur belge.